# Музей доисторического Ливана
Ливанский доисторический музей (араб. متحف ما قبل التاريخ اللبناني‎, фр. Musée de Préhistoire libanaise) — музей в Бейруте, Ливан, посвящённый археологии и первобытному обществу.
Основа экспозиции — находки из коллекции факультета гуманитарных наук бейрутского Университета Святого Иосифа, при котором открыт музей.
Музей был открыт в 2000 году в честь 125-летия Университета Святого Иосифа..